# Martine Grael
Martine Grael (Niterói, Rio de Janeiro, Brasil, 12 de febrer de 1991) és una regatista de vela brasilera de la categoria 49er FX. Juntament amb Kahena Kunze, Grael es va proclamar vencedora del Campionat del Món de 2014, celebrat a Santander, i va aconseguir la medalla d'or als Jocs Olímpics de Rio de Janeiro.
Al costat de Kahena Kunze va ser capdavantera del Brasil en la cerimònia d'inauguració dels Jocs Panamericans de 2019 celebrats a Lima, Perú.
Martine Grael és filla de Torben Grael, medalla d'or en vela als Jocs Olímpics d'Atlanta.